# 埃塞尔·肯尼迪
埃塞尔·斯卡克尔·肯尼迪（英語：Ethel Skakel Kennedy；婚前姓斯卡克尔（英語：Skakel）；1928年4月11日—2024年10月10日）是一名美國人權倡導者。她的丈夫是前美国司法部长罗伯特·肯尼迪，她也是11个孩子的母亲。
1968年丈夫遇刺身亡，她成立人權組織羅伯特·F·甘迺迪人權（Robert F. Kenndy Human Rights）。2014年，獲美國總統自由獎章。2024年10月10日辭世，享耆壽96歲。